# Джоббер (реслинг)
Джоббер (идет от сокращенного слова  англ. Job, что в переводе на русский означает работа). В профессиональном рестлинг сленге быть джоббером  это означает, проигрывать выступление в рестлинг поединке.  Данное слово происходит от эвфемизма "делать свою работу" (англ. "doing one's job"), которое используется для защиты информации от её раскрытия, связанная с кейфебом. Этот термин можно использовать по-разному. Когда рестлеру назначают поражение в матче, то это описывается как его "работа". Сам акт описывается глаголом джоббинг (англ. jobbing), в то время как акт работы букинга (вместо того, чтобы быть освистанным) джоббера является  выбиваться из сил (англ. jobbing out). То есть проиграть матч честно (то есть без нарушения каких-либо правил кейфеба), но и означает отработать поединок чисто.  Многие рестлеры, которые регулярно (или исключительно) проигрывают матчи, известны как джобберы. Обычный джоббер, умеет делать проигранные матчи лучше, в отличие от посредственного местного новичка или подрабатывающего, так называемым плотником (англ.carpenter).  Однако в эпоху после термина кейфеб, данное слово приобрело негативную коннотацию, что привело к использованию другого нейтрального термина называемого: "талант к повышения квалификации" (англ. enhancement talent).

## Определение
Работа джоббера, представляет из себя как результат чрезвычайно близкого, зрелищного матча или коварной тактики со стороны противника, которая не обязательно запятнает репутацию рестлера, особенно если ситуация представлена как ситуация, в которой борец "заслужил" победу, но был обманут. В других случаях громкое поражение, особенно такое, из-за которого рассматриваемый борец выглядит слабым, глупым или иным образом наносит ущерб его репутации, может означать определенные закулисные события, которые имеют реальные последствия для рестлера. Такая работа может означать конец карьеры, уход из компании или потерю веры в рестлера как в товар, пользующийся спросом. В результате этого может означать и спад в карьере рестлера. Это особенно актуально, когда рестлер очень легко побежден или раздавлен.
Иногда рестлеру предлагают работу быть джоббером из-за проблем или плохих рабочих отношений, которые существуют между рестлером и владельцем промоушена. В других случаях это требование профессиональной подготовки рестлера, обучение тому, как выступать перед живой аудиторией, при этом помогая выглядеть более авторитетным рестлерам заслуживающими доверия.
Рестлинг-промоушн  World Wrestling Entertainment (WWE) называет джобберов милыми, очаровательными "неудачниками". И иногда они  используют эвфемистический термин как "местный конкурент" (англ. "local competitor").

## Историческое использование
Джоббер - это профессиональный рестлинг-термин, используемый для описания рестлера, который обычно терпит поражение от мэйнивентеров, мидкардеров или лоукардеров. Большинство промоутеров не используют этот термин из-за его негативной коннотации. Сам термин джобберы использовался с 1950-х годов, и примерно в то же время они были популярен в промоушенах в Соединенных Штатах и в Канаде.
В 1980-х и начале 1990-х годов World Wrestling Entertainment (WWE) в наибольшей степени использовала штатных джобберов во время своих синдицированных телевизионных шоу таких как "Суперзвезды рестлинга" (англ. WWF Superstars of Wrestling), "Вызов рестлинга" (англ. WWF Superstars of Wrestling) и "Все звезды рестлинга" (англ. All-Star Wrestling). Барри Горовиц и Стив Ломбарди были наиболее заметными рестлерами в этой роли; Среди других рестлеров, которые выступали в основном в качестве джобберов в этот период, были "Прыгающий" Лэнни Поффо, Брэди Бун, Тайгер Чанг Ли, Барри О, Рено Риггинс, Дуэйн Гилл, Барри Харди, Мик Фоули, Скотт Кейси, Опасный Дэнни Дэвис (также борется как мистер X), The Shadows (Рэнди Колли и Хосе Луис Ривера), Los Conquistadores (Хосе Луис Ривера и Хосе Эстрада-старший), "Железный" Майк Шарп, Фон Круз, С.Д. Джонс, Джордж Саут, Дасти Вулф, Марио Манчини, Тим Хорнер, Сонни Роджерс, Брайан Костелло, Ред Тайлер., и Том "Рокки" Стоун. Многие из этих рестлеров также играли рабочие матчи друг против друга на больших кардах арен в таких местах, как Мэдисон-Сквер-Гарден, и обычно были более конкурентоспособны со своими противниками, причем многие из этих рестлеров одерживали победы. В некоторых случаях у некоторых из этих рестлеров в какой-то момент были матчи мэйн-ивента (например, Шарп принимал матчи против тогдашнего чемпиона мира WWF в тяжелом весе Боба Баклунда или Дэнни Дэвиса, который работал в командных матчах из шести человек с Основанием Харта, обычно против Тито Сантаны и Британских Бульдогов (во время ракурса "нечестный рефери")), прежде чем его отодвинули на самый низ иерархии списков; другие, такие как Мик Фоули, позже стали рестлерами мэйн-ивентерами. Некоторым были даны свои собственные гиммики, такие как Поффо (поэт-лауреат как лицо и как снобист-интеллектуал, известный как "Гений", который также читал стихи как хил) и Ломбарди ("Бруклинский скандалист", самодовольный, грубый скандалист).
В конце 1980-х и 1990-х годах World Championship Wrestling (WCW), как и WWE, широко использовали джобберов . Джобберы - это как Сержант Бадди Ли Паркер, Джордж Саут, Бобби Уокер, Джо Гомес, Игрок, Блокпост и Трент Найт проиграли большинство своих матчей. Но тем не менее, они обычно одерживали чистые победы над другими чистыми джобберами. В течение всего периода рестлеры, которые работали джобберами в WWE, также работали джобберами в WCW .
Американская ассоциация рестлинга (AWA) редко использовала джобберов в своих шоу. В независимых промоушенах джобберы также редко появлялись на ринге, но даже если они появлялись, то в основном в сквош-матчах.
Джобберу можно не обязательно проигрывать, он только может заставит суперзвезду выглядеть сильнее — или, по крайней мере, заставит выйти другого рестлера  на матч, чтобы выглядеть сильнее. Один из примеров являлся  Джимми Джейкобс: некоторое время Джейкобс работал в WWE в качестве джоббера и дрался с Эдди Герреро во время последнего забега последнего. И хотя Джейкобс был уничтожен, он фактически выиграл поединок благодаря дисквалификации, когда Герреро избил его стулом. Другим примером победы Джоббера был случай, когда "Малыш" (англ."The Kid") неожиданно победил Бритву Рамона на эпизоде Raw от 17 мая 1993 года. После победы он переименовал себя в "1-2-3 Kid".  Эта победа (и Кид) были использованы во вражде Рамона с Тедом Дибиаси, причем Дибиаси неоднократно дразнил Рамона за то, что он никому не проиграл, пока его тоже не удержал Кид. На эпизоде Raw от 20 сентября 1993 года Пи Джей Уокер, благодаря вмешательству Рамона, удержал I.R.S. .
Джобберы также могут получить признание в социальных сетях после участия в крупных промоушинах, что дает им известность, которую они иначе не получили бы. Во время интервью Байрону Сакстону перед его матчем против Брауна Строумана в 2016 году независимый рестлер Джонни Нокаут сказал, что хочет сразиться со Строуманом, потому что "ему нравятся большие, потные мужчины". Неожиданный ответ привел к тому, что Нокаут в конечном итоге стал трендом в Твиттере перед другими событиями в ту ночь на Raw .
Хиллы и некоторые Фейсы, используют джобберов для оскорбления и унижения их во время или после матча: К примеру Джейк Робертс позволил своей любимой змее ползти по своим противникам, как только удерживал их на ринге; Брутус Бифкейк обрезал им волосы (те, у кого длинные волосы или кефаль); Биг Босс Мен приковал соперников наручниками к канатам и избил их дубинкой.; Тед Дибиаси ставил их под "Мечту на миллион долларов", а затем засовывал им в рот стодолларовую купюру; Лекс Люгер, используя свой "Нарциссический" гиммик, заставлял оппонентов встать, держа их за волосы, и заставил посмотреть на себя в зеркало; Островитяне (команда в которой были Хаку и Тама) жевали какой-нибудь фрукт (обычно ананас), а затем выплевывали его себе на грудь и так далее.
Однако есть некоторые джобберы, которые стали нарицательными именами для фанатов, такие как Барри Горовиц, Железный Майк Шарп, Бруклинский скандалист или Братья Малки.  Другие, таких как Трент Найт, Кугуар Джей, Рено Риггинс, Томми Энджел, Боб Эмори, Рики Нельсон, Кертис Томпсон, Кенни Кендалл или Эдди Джеки, фанаты ожидали что их раздавят или даже унизят во время или после матча. Например, Джейк "Змея" Робертс засунул головы Боба Эмори и Трента Найта в мешок, где он хранил своего питона; Дик Мердок разбил вышеупомянутого Эмори об трибуну, а затем ударил его деревяшкой, Кенни Кендалл получил две пощечины от Бакхауза Бака в конце матча, а Рено Риггинс был вынужден надевать женское платье.

## Джоберы
Чуть более высокую позицию занимает "джоббер к звездам" (англ."glorified jobber") (также известный как "прославленный джоббер"), который представляет собой рестлера, побеждающего чистых джобберов и середняков, но постоянно проигрывающего звездам высокого уровня или подающим надежды. Например, широко распространено мнение, что Дольф Зигглер в WWE обладает этими чертами характера. Это часто случается с популярными фэйсами, а иногда и с хиллами, когда их карьеры подходят к концу . Многие из этих претендентов на роль звезд - "хиллов" (злодеи), которые регулярно избивают "хороших парней" ("фейсов"), чтобы создать репутацию достаточно способных конкурентов (что делает звезд еще более впечатляющими, когда они, в свою очередь, их легко побеждают), а также чтобы заслужить презрение зрителей, которым нравится видеть, как они, наконец, получают по заслугам, когда сражаются с более жесткими борцами. Хиллы также могут быть джобберами, такими как Стив Ломбарди в 1980-х и начале 1990-х годов. В 1980-х годах Ломбарди объединился с Барри Горовицем, чтобы сформировать  хильскую команду. Однако Ломбарди и Горовиц в итоге проиграли большую часть своих матчей в WWE. Кроме того, летом 1996 года владелец WWF Винс Макмахон дал роль Трипл Эйчу "jobbing to the stars" в качестве наказания за инцидент на Мэдисон-сквер-Гарден (В апреле 1996 года Нэш и Холл подписали контракт с WCW, главными конкурентами WWF, с которыми компания была втянута в ожесточенное соперничество. Трипл Эйч в конце матча обнял обоих и пожелал им удачи на арене перед фанатами, что являлось вопиющим нарушением кейфеба).
На независимых рестлинг-промоушенах, включая мексиканскую независимую сцену, звездные рестлеры с достаточно узнаваемыми именами, чтобы быть впечатляюще, путешествовали со своими собственными джобберами. Свободная от телевизионной экспозиции, звезда могла обыгрывать одного и того же соперника из города в город. Такой джоббер может даже получить статус чемпиона, выходя на ринг с впечатляюще звучащим титульным поясом только для того, чтобы его забирали в конце матча ночь за ночью.
Однако бывают случаи, когда джоббер доказывает свое мастерство, целеустремленность и/или лояльность к промоушену и выходит за рамки статуса джоббера. К примеру Курт Хенниг и Эдди Гилберт, которые были высокопоставленными джобберами во время своих первых выступлений в WWE, позже стали участниками мейн-ивентов. Билли Кидман изначально в World Championship Wrestling (WCW) начинал как джоббер , прежде чем подняться по карьерной лестнице и стать чемпионом как в WCW, так и в WWE. Пол Рома, который в WWE в 1980-х годах начинал как джоббер, приобрел достаточную популярность в WCW, чтобы выиграть командные титулы в этом промоушене с такими партнерами, как Пол Орндорф и Арн Андерсон, последний который был в составе The Four Horsemen; однако позже в случае с Ромой некоторое время он снова пошел назад под откос. Братья Харди Бойз начали свои карьеры в WWE в качестве джобберов в течение нескольких лет, прежде чем получили свой первый пуш в качестве законных претендентов в командном дивизионе.
Иногда происходит обратное, как это было в случае с "Железным" Майком Шарпом, который начинал как обычный рестлер на независимой сцене и WWE, а закончил тем, что он стал боксером. Другой пример - Сива Афи, который был успешным мейн-ивентером / мид-кардером на независимой сцене, в том числе бросил вызов Рику Флэру за мировое чемпионство NWA в тяжелом весе, выступив в ограниченном 60-минутном матче по времени перед 20 000 зрителями, в итоге закончив джоббером в WWF, что привело его к другим местные промоушены по карьеру,  давая ему должность джоббера. Известная команда как, The Undertakers, которая приобрела успех на независимой сцене, стала джобберами, когда они в 1992 году присоединились к WWF и стали известны как Double Trouble.
Иногда работа может быть использована в качестве уловки. Находясь в ECW, Эл Сноу считал свою работу джоббера на экране частью своего гиммика. Впоследствии чего он сформировал группировку под названием J.O.B. Squad, состоящую из известных джобберов. В World Championship Wrestling склонность Армстронгов (особенно Брэда Армстронга) проигрывать матчи была названа "проклятием Армстронга" (англ the "Armstrong curse" ). Однако в среднем Брэд Армстронг был скорее джоббером для звезд, в то время как его братья по большей части были чистыми джобберами, хотя Брайан Армстронг добился наибольшего успеха среди братьев в WWE в роли Road Dogg, даже подшучивая над "похоронами" Армстронгов на WCW, надев костюм футболку с надписью "Смотри, ма! Никакого Проклятия!". В 2003 году, после того, как он оправился от травмы шеи, Крис Каньон снялся в роли джоббера, в котором его гиммик звучал так: "Кто лучше Каньона? Никто". В итоге он подшучивал над соперниками на WWE Velocity. Монтел Вонтавиус Портер (MVP) был задействован в качестве джоббера, чьи постоянные проигрыши в конце 2008 года – в том числе позорные проигрыши, в которых он был удержан из-за выпадов от суперзвезд WWE среднего уровня что стоили ему подписного бонуса, который он получил, когда присоединился к WWE.